# Lorelei Martins
1. REDIRECTIONPersonnages_de_Mentalist#Lorelei_Martins